# 源潭镇 (潜山市)
源潭镇，是中华人民共和国安徽省安庆市潜山市下辖的一个乡镇级行政单位。

## 行政区划
源潭镇下辖以下地区：
源潭社区、双峰社区、棋盘社区、长和社区、三妙社区、双林村、路口村、赵冲村、叶典村、东红村、东坂村、斗塘村、永济村、三河村、光辉村、友爱村、田墩村和杨泗村。